# Fésűsperemű galóca
A fésűsperemű galóca vagy fésűs galóca (Amanita eliae) a galócafélék családjába tartozó, Európában honos gombafaj.

## Megjelenése
A fésűsperemű galóca kalapja 6–9 cm átmérőjű, kezdetben félgömb alakú, majd kiterülő. Pereme mindig bordás, de nem mindig feltűnően. Felszíne sima, esetleg szabálytalan, krémszürke színű burokmaradványokkal. Színe világos árnyalatú krémbarna, krémrózsaszín, hússzínű, szürkés árnyalattal. Húsa merev, fehér (esetleg közvetlenül a bőre alatt kissé szürkés), sérülésre nem színeződik el. Íze, szaga nem jellegzetes.
Lemezei közepesen sűrűek, szabadon állók. Színük fehér vagy fehéres, idősen esetleg halvány bőrszínű vagy foltos. Spórapora fehér, spórái oválisak, 11-14 x 7-8 mikrométeresek.
Tönkje 8–12 cm magas és 1-1,5 cm vastag. Alakja hengeres, karcsú, belül üreges, egyenes vagy görbült, alul kissé gumószerűen megvastagodott. Színe felül fehér, kis szemcsékkel, alul fehér alapon halvány kalapszínű mintázottsággal. Kis, fehér, könnyen lemálló gallérja van. Bocskora fehéres, gyakran több cm mélyen a talajban fejlődik, fölötte egy-két szabálytalan gyűrű figyelhető meg.

### Hasonló fajok
Hasonlít a gyilkos galócához.  

## Elterjedése és termőhelye
Európában (főleg Franciaországban) fordul elő. Magyarországon ritka, a Bükkben, az Őrségben, a Mecsekben és a Zalai-dombságon jelezték előfordulását. Meleg lomberdőkben, elsősorban tölgy és gyertyán alatt fordul elő, főleg savanyú talajon. Július-augusztusban terem.

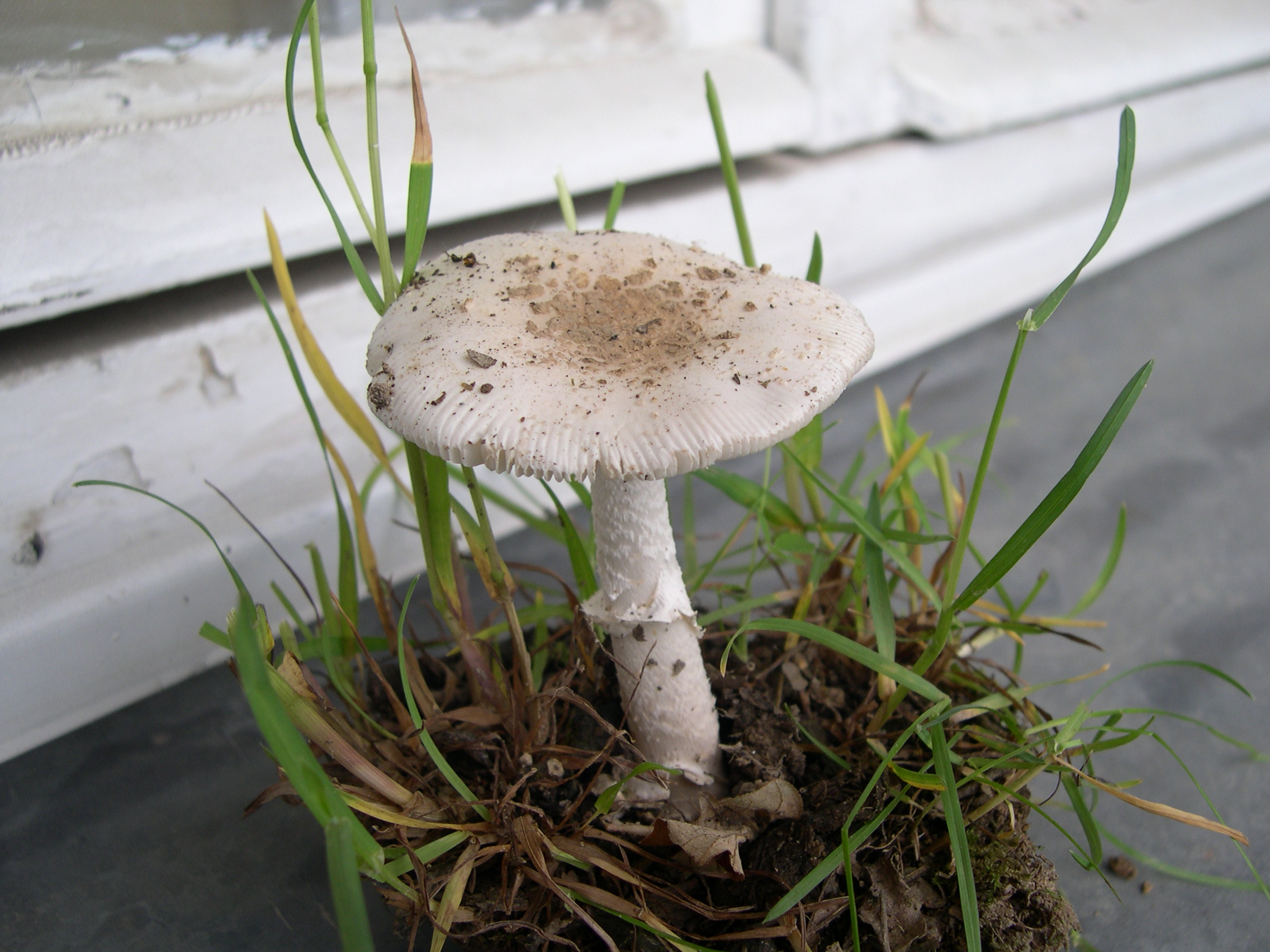
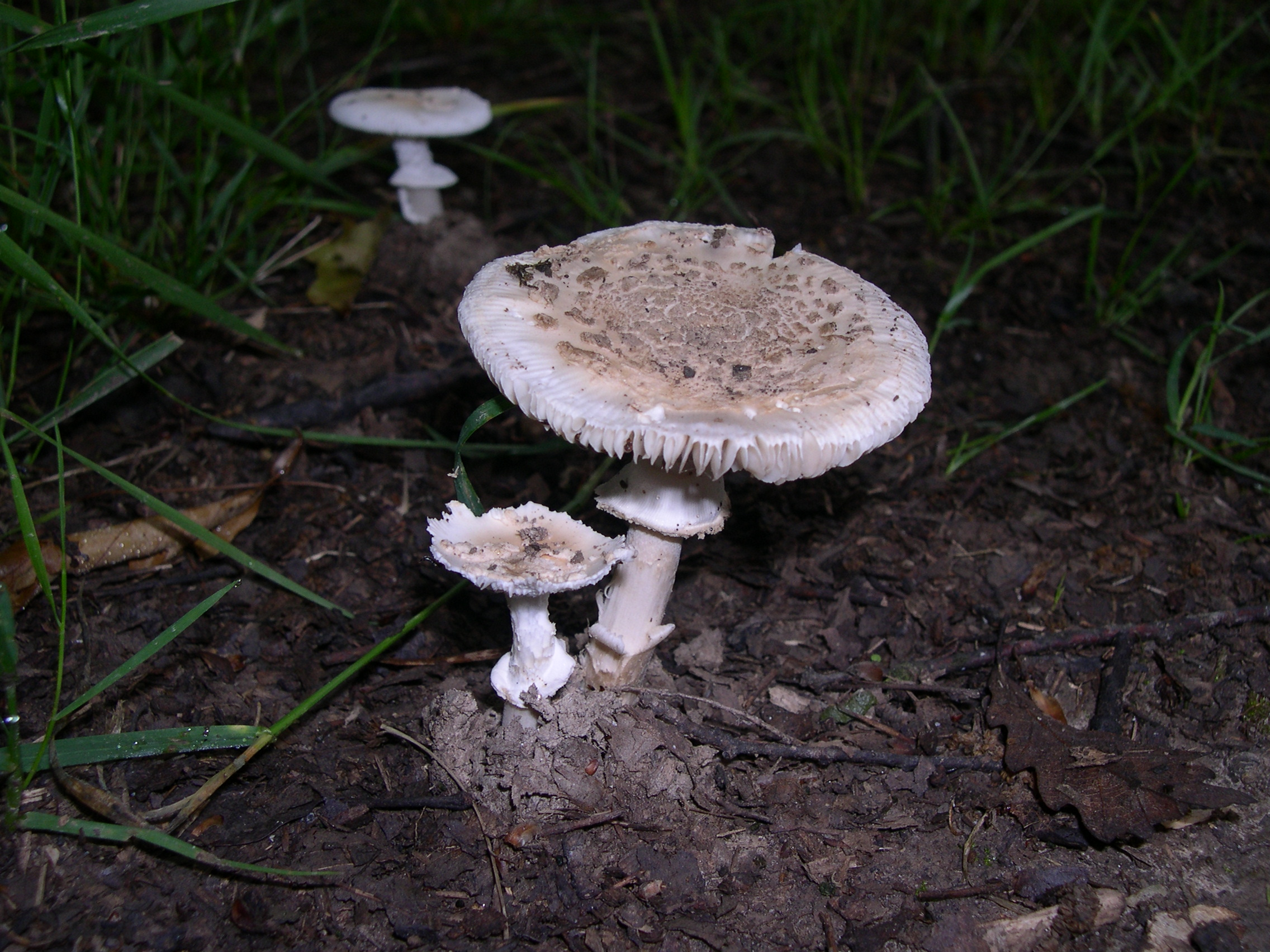

Feltehetően enyhén mérgező.  